# Akage no Anne
Akage no Anne (яп. 赤毛のアン Акагэ но Ан, букв. «Рыжая Энн», также Red-haired Anne, Anne of Green Gables) — аниме, снятое по мотивам романа «Энн из Зелёных Мезонинов». Является частью серии «Театр мировых шедевров» студии Nippon Animation. Аниме транслировалось на телеканале Fuji TV с 7 января 1979 года до 30 декабря 1979 года, и состоит из пятидесяти серий.
Akage no Anne было дублировано на многие языки, включая итальянский (Anna dai capelli rossi), французский (Anne la maison aux pignons verts), испанский (Ana de las Tejas Verdes), португальский (Ana dos Cabelos Ruivos), немецкий (Anne mit den roten Haaren). Как и первоисточник (роман), аниме до сих пор пользуется большой популярностью в Японии. В 2009 году вышел его приквел, снятый на той же студии, — Konnichiwa Anne: Before Green Gables.

## Сюжет
Энн Ширли — девочка, выросшая в сиротском приюте. Она случайно попадает к мисс Марилле Катберт и мистеру Мэтью Катберту, которые изначально хотели взять себе мальчика. После того, как Марилла узнает о печальном прошлом Анны, та постепенно становится незаменимым членом семьи Катбертов.

## Персонажи
Энн Ширли (яп. アン・シャーリー)
Сэйю: Эйко Хисамура
Главная героиня. Родилась 23 марта 1886 года в Новой Шотландии, в городе Болингброк. Когда ей было всего три месяца от роду, ее родители умерли от брюшного тифа, так что в итоге она попала в приют, откуда её забрали на остров Принца Эдуарда и в «Зелёные мезонины». Обладает хорошим воображением, которое часто помогает ей пережить невзгоды. Хочет чтобы ее звали Корделия Фицджеральд, но довольствуется своим настоящим именем. Имя Энн ей дал отец в честь английской королевы Анны Стюарт.
Марилла Катберт (яп. マリラ・カスバート)
Сэйю: Фумиэ Китахара
Сестра Мэтью. В отличие от своего брата, деловая и строгая. Хорошо разбирается в домашнем хозяйстве и готовке. Хотела взять мальчика из приюта в помощь своему брату, однако по ошибке получила Энн и решила оставить ее. Несмотря на свой жесткий характер, она очень сильно полюбила Энн. Страдает от слабого зрения и мигреней.
Мэтью Катберт (яп. マシュウ・カスバート)
Сэйю: Рюдзи Сайкати
Брат Мариллы. Замкнутый, но добрый. Не любит женщин за исключением своей сестры и миссис Рейчел Линд. У него слабое сердце. Встретив Энн, он сразу привязался к ней и захотел оставить ее в «Зеленых Мезонинах».
Диана Барри (яп. ダイアナ・バリー)
Сэйю: Гара Такасима
Лучшая подруга Энн. Любит читать.
Гильберт Блайт (яп. ギルバート・ブライス)
Сэйю: Кадзухико Иноуэ
Одноклассник Энн. Дразнил Энн «морковкой» за ее рыжие волосы, что сильно обижало ее. Популярен в школе, хорошо учится. Соревнуется с Энн в учебе.

## Создание сериала
Аниме было снято режиссером Исао Такахата. Он решил, что эта версия очень верна исходному материалу, хотя две его предыдущие работы («Хайди, девушка из Альп» и «Три тысячи ри в поисках матери») были адаптированы и изменены.
Хаяо Миядзаки создал постановочные сцены и макет. Ранее он работал над «Три тысячи ри в поисках матери», хотя покинул производство и Nippon Animation после первых 15 серий. Миядзаки заметил разницу в философии анимации Такахаты; в то время Такахата придерживался контролируемой, реалистичной актерской игры, аналогичной его прежней работе. После работы над этим сериалом Миядзаки не планировал продолжать сотрудничество с Такахатой. На этом этапе своей карьеры он ещё не задумывался о создании собственной независимой студии.
Ёсифуми Кондо  (яп. 近藤喜文) был выбран в качестве режиссера по дизайну персонажей и анимации вместо Ёити Котабэ  (яп. 小田部羊一), который прекратил сотрудничество с Такахатой после предыдущей работы. После этого Кондо продолжил работать с Такахатой над фильмами «Могила светлячков» и «Ещё вчера». Энн озвучила Эйко Хисамура, которая станет основным элементом аниме «Театра Мировых Шедевров», продолжая играть Лавинию в «Принцессе Саре» и Джо Марч в «Маленьких женщинах» (последняя из которых также включала дизайн персонажей Кондо).
В 1989 году первые шесть серий были смонтированы Такахатой в 100-минутный полнометражный фильм, который вышел в свет только 17 июля 2010 года, когда он был показан в Музее Гибли под названием: Anne of Green Gables: Road to Green Gables (яп. 赤毛のアン グリーンゲーブルズへの道 Akage no An: Green Gables e no Michi, Red-haired Anne: Road to Green Gables). Как фильм, так и весь оригинальный сериал доступны на Blu-ray.

## Список серий
| № | Название | Режиссёр                     | Автор сценария                | Дата премьеры    |
| --- | --- | ---------------------------- | ----------------------------- | ---------------- |
| 1. | «Удивление Мэтью Катберта» «'Mashuu Kasubaato odoroku (яп. マシュウ・カスバート驚く)»                                               | Исао Такахата                | Исао Такахата Сигэки Тиба     | 7 января 1979    |
| Энн Ширли прибывает на сельскую железнодорожную станцию на острове принца Эдуарда. Там она встречает Мэтью Катберта, который приехал за ней. Он растерян и не знает, что делать. Неохотно он решает отвезти ее в «Зеленые мезонины», ферму, которой он владеет вместе со своей сестрой Мариллой в деревне Эйвонли. | |                              |                               |                  |
| 2. | «Удивление Мариллы Катберт» «'Marira Kasubaato odoroku (яп. マリラ・カスバート驚く)»                                                | Исао Такахата                | Исао Такахата Сигэки Тиба     | 14 января 1979   |
| Проехав мимо прекрасного озера, повозка прибывает в «Зелёные мезонины». | |                              |                               |                  |
| 3. | «Утро в «Зеленых мезонинах»» «'Guriin Geiburuzu no Asa (яп. グリーン・ゲイブルズの朝)»                                              | Исао Такахата                | Исао Такахата Аико Исомура    | 21 января 1979   |
| Природа за окном, цветущая вишня, одуванчики, пробежавший зайчик возвращают Энн ощущение счастья. | |                              |                               |                  |
| 4. | «История Энн» «'An Oitachi wo kataru (яп. アン・生い立ちを語る)»                                                                    | Исао Такахата                | Исао Такахата                 | 28 января 1979   |
| Марилла с Энн отправляются к миссис Спэнсер. Пока они едут, Энн рассказывает Марилле трагическую историю своей жизни. | |                              |                               |                  |
| 5. | «Марилла принимает решение» «'Marira Kesshinsuru (яп. マリラ・決心する)»                                                            | Исао Такахата                | Сэидзё Кояма                  | 4 февраля 1979   |
| Узнав о своей ошибке, миссис Спэнсер удивляется, и тут появляется пожилая женщина, пожелавшая взять Энн к себе. | |                              |                               |                  |
| 6. | «Энн из «Зеленых мезонинов»» «'Guriin Geiburuzu no An (яп. グリーン・ゲイブルズのアン)»                                             | Исао Такахата                | Исао Такахата Аико Исомура    | 11 февраля 1979  |
| Энн узнает, что может остаться в «Зеленых мезонинах». | |                              |                               |                  |
| 7. | «Миссис Рэйчел Линд ужасно возмущена» «'Reicheru Fujin Osore wo nasu (яп. レイチェル夫人恐れをなす)»                                | Исао Такахата                | Сэидзё Кояма                  | 18 февраля 1979  |
| Энн сердится, услышав от миссис Линд, что её волосы рыжие как морковь. Энн должна научиться извиняться за свои поступки, даже если миссис Линд была не права. | |                              |                               |                  |
| 8. | «Энн идет в воскресную школу» «'An Nichiyou Gakkou e Iku (яп. アン・日曜学校へ行く)»                                                | Исао Такахата                | Исао Такахата Сэидзё Кояма    | 25 февраля 1979  |
| В воскресенье Энн отправляется в церковь. Энн разочарована тем, что ее новая воскресная одежда такая простая, поэтому по дороге в церковь она украшает свою шляпку полевыми цветами. | |                              |                               |                  |
| 9. | «Торжественная клятва» «'Ogosokana Chikai (яп. おごそかな誓い)»                                                                     | Исао Такахата                | Сэидзё Кояма                  | 4 марта 1979     |
| У Энн появляется задушевная подруга. | |                              |                               |                  |
| 10. | «Энн играет с задушевной подругой» «'An Kokoro no Tomoto Asobu (яп. アン・心の友と遊ぶ)»                                            | Исао Такахата                | Исао Такахата Сэидзё Кояма    | 11 марта 1979    |
| В лесной тиши и на цветочных лугах Энн и Диана проводят вместе целый день. | |                              |                               |                  |
| 11. | «Марилла теряет аметистовую брошь» «'Marira Buroochi wo Nakusu (яп. マリラ・ブローチをなくす)»                                      | Исао Такахата                | Сэидзё Кояма                  | 18 марта 1979    |
| Марилла думает, что Энн потеряла её любимую аметистовую брошь. | |                              |                               |                  |
| 12. | «Признание Энн» «'An Kokuhakusuru (яп. アン・告白する)»                                                                             | Исао Такахата                | Исао Такахата Сэидзё Кояма    | 25 марта 1979    |
| Энн решается признаться, что потеряла брошь, но потом Марилла обнаруживает, что сама ее потеряла, и девочка ни в чем не виновата. | |                              |                               |                  |
| 13. | «Энн идет в школу» «'An Gakkou e iku (яп. アン・学校へ行く)»                                                                        | Исао Такахата                | Исао Такахата Сэидзё Кояма    | 1 апреля 1979    |
| Энн очень взволнованна. Для нее и Дианы начинаются школьные занятия. | |                              |                               |                  |
| 14. | «Буря в классе» «'Kyoushitsu Soudou (яп. 教室騒動)»                                                                                 | Исао Такахата                | Каидзё Камияма                | 8 апреля 1979    |
| В школу возвращается Гильберт Блайт, симпатичный озорной мальчишка, пользующийся популярностью. Но он заходит слишком далеко, когда в шутку называет Энн «морковкой», а она в ответ разбивает свою грифельную доску о его голову. После того как мистер Филлипс заставляет их сесть вместе, Энн бросает школу. | |                              |                               |                  |
| 15. | «Приход осени» «'Aki no Otozure (яп. 秋の訪れ)»                                                                                     | Исао Такахата                | Сэидзё Кояма                  | 15 апреля 1979   |
| Прошла неделя с тех пор, как Энн перестала ходить в школу. Энн встречает свою первую осень в «Зеленых мезонинах». Марилла учит Энн готовить пирог. Энн ещё раз сталкивается с Гильбертом Блайтом. | |                              |                               |                  |
| 16. | «Диана приглашена на чаепитие» «'Daiana wo ocha ni maneku (яп. ダイアナをお茶に招く)»                                               | Исао Такахата                | Такэкуни Такано               | 22 апреля 1979   |
| Энн и Диана устраивают чаепитие, но Диана начинает вести себя странно, выпив несколько стаканов «малинового сиропа». По вине Энн Диана выпивает три стакана смородинового вина. | |                              |                               |                  |
| 17. | «Энн возвращается в школу» «'An Gakkou e modoru (яп. アン・学校へもどる)»                                                           | Исао Такахата                | Исао Такахата Сэидзё Кояма    | 6 мая 1979       |
| После того как Диане запретили играть с Энн, она решает вернуться в школу. | |                              |                               |                  |
| 18. | «Энн спасает Минни-Мэй» «'An Minii Mei wo sukuu (яп. アン、ミニイ・メイを救う)»                                                     | Исао Такахата                | Исао Такахата Сеидзё Кояма    | 13 мая 1979      |
| Снежной зимней ночью малышка Минни-Мэй серьезно заболевает, и Диана прибегает за помощью в дом Энн. Только она знает что делать. | |                              |                               |                  |
| 19. | «День рождения Дианы» «'Daiana no Tanjoubi (яп. ダイアナの誕生日)»                                                                  | Исао Такахата                | Такэкуни Такано               | 20 мая 1979      |
| Диана приглашает Энн на концерт дискуссионного клуба и после переночевать у нее дома. После возвращения домой к Диане все идет не так, как планировалось, когда девочки становятся слишком шумными во время ночевки. | |                              |                               |                  |
| 20. | «И снова весна» «'Futatabi Haru ga kite (яп. 再び春が来て)»                                                                         | Исао Такахата                | Исао Такахата Такэкуни Такано | 27 мая 1979      |
| Когда наступает весна, Энн вспоминает свои первые дни в «Зеленых мезонинах». Она наслаждается весенней атмосферой и берет на себя работу по дому, когда у Мариллы болит голова. | |                              |                               |                  |
| 21. | «Жена нового священника» «'Atarashii Bokushi Fusai (яп. 新しい牧師夫妻)»                                                            | Исао Такахата                | Сигэки Тиба                   | 3 июня 1979      |
| Мистер Филлипс покидает школу. В округу приезжает новый священник с молодой женой. | |                              |                               |                  |
| 22. | «Неправильный ингредиент» «'Kouryou chigai (яп. 香料ちがい)»                                                                        | Исао Такахата Кадзуёси Ёкота | Сигэки Тиба                   | 10 июня 1979     |
| Энн усердно готовится к приходу четы Алленов в «Зеленые мезонины». Она простужается, теряет чувство вкуса и по ошибке использует неправильный ингредиент в торте для миссис Аллен. | |                              |                               |                  |
| 23. | «Энн приглашена на чаепитие» «'An Ocha ni Yobareru (яп. アン・お茶によばれる)»                                                      | Исао Такахата                | Исао Такахата Сигэки Тиба     | 17 июня 1979     |
| Энн посылают с поручением на почту, и она возвращается с письмом. Энн приглашена на чай к новому священнику и его жене. | |                              |                               |                  |
| 24. | «Дело чести» «'Menboku wo kaketa Daijiken (яп. 面目をかけた大事件)»                                                                 | Исао Такахата                | Сигэки Тиба                   | 24 июня 1979     |
| «Игра в желания» приобретает популярность среди девочек Эйвонли. Чтобы защитить свою гордость, приняв вызов, брошенный Джози Пай, Энн решается на чрезвычайно опасное испытание: пройти по гребню крыши дома Барри. | |                              |                               |                  |
| 25. | «Письмо Диане» «'Daiana e no Tegami (яп. ダイアナへの手紙)»                                                                         | Исао Такахата Кадзуёси Ёкота | Исао Такахата Такэкуни Такано | 1 июля 1979      |
| Ежедневные визиты Дианы к Энн, лежащей дома с вывихнутой лодыжкой, неожиданно прекращаются. Она вспоминает былые дни и понимает, что не была такой уж хорошей подругой, какой должна была быть. | |                              |                               |                  |
| 26. | «Подготовка к концерту» «'Konsaato no Keikaku (яп. コンサートの計画)»                                                               | Исао Такахата                | Исао Такахата Сигэки Тиба     | 8 июля 1979      |
| Однажды, когда осень уже приближалась к концу, Энн услышала от мисс Стэйси чудесный план проведения рождества. | |                              |                               |                  |
| 27. | «Мэтью и рукава-фонарики» «'Mashuu to fukuranda Neko (яп. マシュウとふくらんだ袖)»                                                  | Исао Такахата                | Исао Такахата Такэкуни Такано | 15 июля 1979     |
| Когда Мэтью наблюдал за репетицией Энн, ему в голову пришла одна мысль. И в отличие от Мариллы, он не видит никаких проблем в том, чтобы у Энн было красивое платье с пышными рукавами, как у других девочек. Он намеревается купить такое для нее на Рождество, но его благонамеренный план идет наперекосяк, потому - что продавщица в магазине - женщина. | |                              |                               |                  |
| 28. | «Рождественский концерт» «'Kurisumasu no Konsaato (яп. クリスマスのコンサート)»                                                     | Исао Такахата                | Исао Такахата Такэкуни Такано | 22 июля 1979     |
| Энн получает подарок Мэтью. Наступает день концерта. | |                              |                               |                  |
| 29. | «Создание литературного клуба» «'An Monogatari-Kurabu wo tsukuru (яп. アン・物語クラブを作る)»                                      | Исао Такахата Кадзуёси Ёкота | Исао Такахата Кадзуёси Ёкота  | 29 июля 1979     |
| После концерта жизнь в Эйвонли возвращается в нормальное русло. Энн и Диана придумывают новую затею. | |                              |                               |                  |
| 30. | «Суета и томление духа» «'Kyoei to Shintsuu (яп. 虚栄と心痛)»                                                                       | Исао Такахата                | Исао Такахата Такэкуни Такано | 5 августа 1979   |
| Странствующий комивояжер продает Энн краску для волос, после использования которой она совершенно падает духом. | |                              |                               |                  |
| 31. | «Несчастная лилейная дева» «'Fuun na Shirayurihime (яп. 不運な白百合姫)»                                                            | Исао Такахата                | Исао Такахата Ёсихиса Араки   | 12 августа 1979  |
| Погожим летним днем Энн с подругами играет у пруда, инсценируя одну известную историю. | |                              |                               |                  |
| 32. | «Эпоха в жизни Энн» «'Shoogai no Ichidaiji (яп. 生涯の一大事)»                                                                      | Исао Такахата                | Исао Такахата Сигэки Тиба     | 19 августа 1979  |
| Энн и Диана приглашены в Шарлоттаун тетей Джозефиной. Энн понимает, что, хотя городская жизнь и модные вещи время от времени доставляют массу удовольствия, она предпочитает всему этому деревенскую жизнь. | |                              |                               |                  |
| 33. | «Приглашение в подготовительный класс» «'Kuiin-Gumi no Yobikake (яп. クィーン組の呼びかけ)»                                         | Исао Такахата Кадзуёси Ёкота | Исао Такахата Сигэки Тиба     | 26 августа 1979  |
| Следуя совету мисс Стэйси Анна решает поступать в Королевскую учительскую семинарию. С одобрения Мэтью и Мариллы Энн устремляется в будущее, где мечтает стать учительницей. | |                              |                               |                  |
| 34. | «Диана и подготовительный класс» «'Daiana to Kuiin-Gumi no Nakama (яп. ダイアナとクィーン組の仲間)»                                 | Исао Такахата                | Исао Такахата Сигэки Тиба     | 9 сентября 1979  |
| Начинаются подготовительные занятия, но Диана на них не собирается, что становится для Энн сильным потрясением. Энн узнает, чем Диана хочет заниматься в будущем. После беседы с Мариллой Энн понимает важность выслушивания мнений других людей и соглашается с решением Дианы, когда они снова дают клятву. В школе во время дополнительного урока Энн чувствует себя покинутой, когда на школу обрушивается сильная метель. | |                              |                               |                  |
| 35. | «В ожидании летних каникул» «'Natsuyasumi mae no Omowaku (яп. 夏休み前の思わく)»                                                    | Исао Такахата                | Исао Такахата Ёсихиса Араки   | 16 сентября 1979 |
| Марилла переживает, что Энн слишком изнуряет себя учебой, но с приходом лета энтузиазм Энн иссяк. На каникулах она решает провести время весело, так как устала от учебы. Выясняется причина, по которой Мэтью и Марилла хотели усыновить мальчика. | |                              |                               |                  |
| 36. | «Судьба литературного клуба» «'Monogatari-Kurabu no Yukue (яп. 物語クラブのゆくえ)»                                                 | Исао Такахата Кадзуёси Ёкота | Исао Такахата Такэкуни Такано | 23 сентября 1979 |
| С приближением экзаменов ряды литературного клуба заметно рядеют. Энн замечает, как все начало меняться по мере того, как она становится старше; начиная с литературного клуба и заканчивая очками Мариллы. | |                              |                               |                  |
| 37. | «Пятнадцатилетняя весна» «'15sai no Haru (яп. 十五歳の春)»                                                                          | Исао Такахата Кадзуёси Ёкота | Кёдзё Кусуба Такэкуни Такано  | 30 сентября 1979 |
| И снова в «Зеленые мезонины» пришла весна. Глядя на то как взрослеет Энн, Мариллу охватывает чувство одиночества. | |                              |                               |                  |
| 38. | «Мой номер тринадцать» «'Jukenbangou wa 13ban (яп. 受験番号は13番)»                                                                 | Исао Такахата                | Кёдзё Кусуба Сигэки Тиба      | 7 октября 1979   |
| Мисс Стэйси заканчивает последний урок, а Энн и другим ребятам предстоят вступительные экзамены в семинарию. | |                              |                               |                  |
| 39. | «Результаты» «'Goukakuhappyou (яп. 合格発表)»                                                                                       | Исао Такахата                | Исао Такахата Сигэки Тиба     | 14 октября 1979  |
| Две недели пролетели очень быстро, но даже через три недели результатов экзаменов всё ещё нет. | |                              |                               |                  |
| 40. | «Концерт в гостинице» «'Hoteru no Konsaato (яп. ホテルのコンサート)»                                                                | Исао Такахата Кадзуёси Ёкота | Исао Такахата Ёсихиса Араки   | 21 октября 1979  |
| Энн приглашают выступить на концерте, чтобы помочь заработать денег для больницы в Шарлоттауне. | |                              |                               |                  |
| 41. | «Отъезд в Королевскую семинарию» «'KuiinGakuin eno Tabidachi (яп. クィーン学院への旅立ち)»                                          | Исао Такахата Кёдзё Кусуба   | Исао Такахата Ёсихиса Араки   | 28 октября 1979  |
| Энн оставляет «Зеленые мезонины» с теплыми воспоминаниями и начинает новую главу в своей жизни. | |                              |                               |                  |
| 42. | «Жизнь семинаристки» «'Atarashii Gakuenseikatsu (яп. 新しい学園生活)»                                                               | Исао Такахата Кэнъити Баба   | Исао Такахата Ёсихиса Араки   | 4 ноября 1979    |
| Опечаленную разлукой с Мариллой и Мэтью Энн навещают Джейн, Джози и Руби. Они упоминают о стипендии в университете. Эта идея помогает разжечь амбиции Энн и она собирается получить стипендию и степень бакалавра литературы. | |                              |                               |                  |
| 43. | «Выходные дома» «'Shuumatsu no Kyuuka (яп. 週末の休暇)»                                                                             | Исао Такахата Сигэо Коси     | Исао Такахата Сэйдзирё Кёяма  | 11 ноября 1979   |
| Раз в неделю Энн приезжает домой. Для Мэтью и Мариллы эти дни полны радости. Энн не решается рассказать Марилле и Мэтью о своих планах про дальнейшее обучение. | |                              |                               |                  |
| 44. | «Зима в семинарии» «'KuiinGakuin no Fuyu (яп. クィーン学院の冬)»                                                                    | Исао Такахата Кадзуёси Ёкота | Исао Такахата Сэйдзирё Кёяма  | 18 ноября 1979   |
| Подошло время экзаменов, Энн хочет остаться в Шарлоттауне, чтобы хорошо к ним подготовиться, и тут она узнает о больном сердце Мэтью. | |                              |                               |                  |
| 45. | «Слава и мечты» «'Eikou to Yume (яп. 栄光と夢)»                                                                                     | Исао Такахата Кёдзё Кусуба   | Сигэки Тиба Нанако Сираиси    | 25 ноября 1979   |
| Тяжелые экзамены остались позади и теперь должны объявить имена студентов которые получат золотую медаль и стипендию Эвери. После этого Энн отправляется домой к Марилле и Мэтью, где её уже ждет Диана. Она рассказывает Энн, что Гильберт не будет поступать в университет сразу после семинарии, а вместо этого пойдет работать учителем, чтобы скопить денег на обучение. | |                              |                               |                  |
| 46. | «Любовь Мэтью» «'Mashuu no Ai (яп. マシュウの愛)»                                                                                   | Исао Такахата Кэнъити Баба   | Сигэки Тиба Нанако Сираиси    | 2 декабря 1979   |
| Энн замечает как постарели Мэтью и Марилла, и тут миссис Линд принесла новость, которая заставляет её волноваться ещё больше. Энн находится между молотом и наковальней, думая о своем будущем: должна ли она остаться в «Зеленых Мезонинах» и помогать Мэтью с Мариллой, или ей следует продолжить свое образование. Состояние Мэтью особенно беспокоит Энн, и она жалеет, что не родилась мальчиком, чтобы помочь ему. Однако Мэтью уверяет Энн, что даже дюжина мальчиков не сравнится с ней, и впервые называет её своей дочерью. | |                              |                               |                  |
| 47. | «Жнец по имени смерть» «'Shi to yobareru Kariirebito (яп. 死と呼ばれる刈入れ人)»                                                    | Исао Такахата Сигэо Коси     | Сигэки Тиба Ёсихиса Араки     | 2 декабря 1979   |
| Внезапное известие о банкротстве банка Эбби — огромный шок для и без того хрупкого сердца Мэтью, и это мгновенно убивает его. Жители Эйвонли собираются, чтобы попрощаться с Мэтью. Энн и Марилла, которые больше всего заботились о нем, ищут утешения друг у друга, так как никто другой не любил Мэтью так глубоко, как они. Плача вместе, Марилла рассказывает Энн, как она была счастлива с тех пор, как та приехала в «Зеленые мезонины», и как было бы невыносимо, если бы ей пришлось пройти через это в одиночку.            | |                              |                               |                  |
| 48. | «Прощание с Мэтью» «'Mashuu Wagaya wo saru (яп. マシュウ我が家を去る)»                                                              | Исао Такахата Кадзуёси Ёкота | Сигэки Тиба Ёсихиса Араки     | 16 декабря 1979  |
| После похорон Энн сажает любимые цветы Мэтью рядом с его надгробием. По мере того как жизнь продолжается, Энн чувствует себя виноватой в том, что она все еще может веселиться и смеяться, несмотря на смерть Мэтью; это сдерживает ее, но она учится принимать это. | |                              |                               |                  |
| 49. | «Поворот на дороге» «'Magarikado (яп. 曲り角)»                                                                                      | Исао Такахата Кёдзё Кусуба   | Сигэки Тиба Ёсихиса Араки     | 16 декабря 1979  |
| Марилла посещает окулиста и узнает о проблеме с глазами, из-за чего теперь ей придется полностью изменить свой образ жизни. Когда Марилла упоминает о своем намерении продать «Зеленые мезонины», так как она больше не может содержать их и не может жить одна, Энн пользуется случаем, чтобы сказать Марилле, что не собирается поступать в университет, а вместо этого будет преподавать в одной из здешних школ, чтобы быть как можно ближе к Марилле.                                                                            | |                              |                               |                  |
| 50. | «Господь в небесах, в порядке наш мир» «'Kami wa Ten ni imashi, Subete Yo wa Koto mo nashi (яп. 神は天にいまし すべて世は事もなし)» | Исао Такахата Кэнъити Баба   | Сигэки Тиба Ёсихиса Араки     | 30 декабря 1979  |
| Энн привыкает к новой жизни. Она много помогает Марилле. Миссис Линд рассказывает Энн о том, что Гильберт отказался от преподавания в Эйвонли (порекомендовав Энн на своё место) в пользу другой школы. Анна встречает Гильберта по дороге домой, и после разговора они наконец-то становятся друзьями. В письмах Стелле и мисс Стэйси Энн пишет: «Какой бы узкой ни была моя дорога, я все равно могу найти цветущие цветы». | |                              |                               |                  |